# Cathcart
Cathcart je obec v okrese Snohomish v americkém státě Washington. V roce 2010 měla 2 458 obyvatel. Podle důchodu na hlavu patří mezi padesátku nejbohatších obcí ve státě. Své jméno nese po Issacu Cathcartovi, který patřil ke známým obchodníkům a osadníkům v této oblasti.

## Geografie
Obec má rozlohu 10,8 km², z čehož vše je souš.

## Demografie
V roce 2010 zde žilo 2 458 obyvatel, z čehož 95 % tvořili běloši, 1,5 % Asiaté a necelé 0,5 % Afroameričané. 4 % obyvatelstva byla hispánského původu.